# Wasyl Rewaczko
Wasyl Iwanowycz Rewaczko, ukr. Василь Іванович Ревачко, ros. Василий Михайлович Ревачко, Wasilij Iwanowicz Riewaczko (ur. 1923, Ruś Podkarpacka) – ukraiński piłkarz, grający na pozycji obrońcy, trener piłkarski.

## Kariera piłkarska

### Kariera klubowa
Wychowanek klubu Łokomotyw Użhorod. W 1949 roku rozpoczął karierę piłkarską w Spartaku Użhorod. W zespole pełnił funkcje kapitana i zdobył z nim mistrzostwo Ukraińskiej SRR oraz Puchar Ukraińskiej SRR. W 1953 zakończył karierę piłkarską.

## Kariera trenerska
Karierę szkoleniowca rozpoczął po zakończeniu kariery piłkarza. Przez dłuższy czas trenował zespół amatorski Borżawa Dowhe. Od 1969 do 1970 stał na czele Werchowyny Użhorod.

## Sukcesy i odznaczenia

### Sukcesy piłkarskie
Spartak Użhorod
- mistrz Ukraińskiej SRR: 1950, 1953
- zdobywca Pucharu Ukraińskiej SRR: 1950